# Ceraphron croesus
Ceraphron croesus är en stekelart som beskrevs av Alan Parkhurst Dodd 1914. Ceraphron croesus ingår i släktet Ceraphron och familjen pysslingsteklar. Inga underarter finns listade i Catalogue of Life.